# Peter Ostrum
Peter Gardner Ostrum nació el 1 de noviembre de 1957 en Dallas, Texas, Estados Unidos. Es nativo de Cleveland.

## Biografía
Es conocido por interpretar el papel de Charlie Bucket en 1971, en la adaptación cinematográfica de la novela de Roald Dahl, Charlie y la fábrica de chocolate. Tras terminar sus estudios, se ha hecho veterinario, y actualmente trabaja como tal, en Lowville, Nueva York.

## Carrera de veterinario
Poco después de que regresó a su casa de la filmación de Willy Wonka, su familia adquirió un caballo; lo que lo interesó a ser veterinario. En 1984, Peter Ostrum recibió su Doctorado en Medicina Veterinaria de Cornell University College de Medicina Veterinaria. Actualmente trabaja como veterinario en Lowville, Nueva York donde atiende caballos y vacas.